# Maria Nicolas

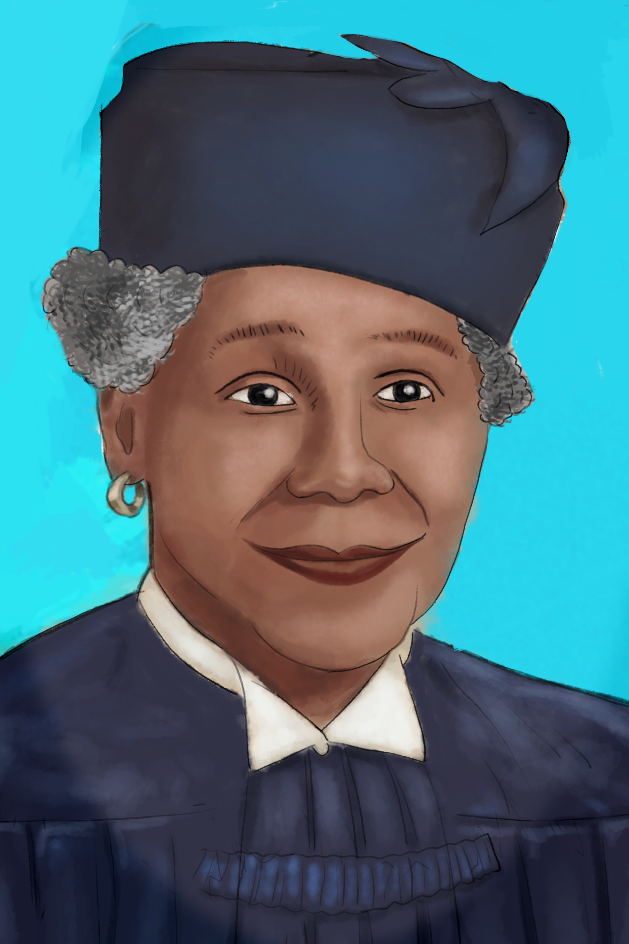
A digital portrait painting of Maria Nicolas

Maria Nicolas (1899-1988) professora, bibliotecária e pintora, nascida em Curitiba-PR, filha de Josepha Maria Nicolas (brasileira) e Léon Nicolas (emigrante francês) autodidata, poliglota veio para o Brasil para trabalhar na construção da Estrada de Ferro e do Teatro São Theodoro (atual Teatro Guaíra). Permaneceu residindo com a família no porão do teatro.  Maria Nicolas atuou em várias frentes, incluindo cenografia. Maria Nicolas cresceu nos bastidores do teatro, assistindo peças clássicas, sob a influência do pai que possuía em seu acervo próprio uma biblioteca e obras de arte. Com ele aprendeu pintura, e suas obras foram apreciadas em várias exposições e serviram de fonte de renda, além do magistério e aulas particulares. Foi uma das primeiras Professoras Normalistas, formada em 1916. Profissão até então ocupada por homens como pelo poeta Emiliano Perneta. Sua patronesse na Academia Feminina de Letras do Paraná, Annete de Macedo, foi sua colega de turma e posteriormente colega na profissão. Sua formação continuou, em 1949 tornou-se bacharel em pedagogia e em 1950, licenciada. Também investiu em cursos de teatro, que utilizava como técnica pedagógica. Como escritora deixou uma farta produção literária e foi biógrafa, ensaísta, cronista, poetisa, trovadora, dramaturga com peças encenadas e além de criar material didático. Maria Nicolas pertenceu a vários centros culturais, como o Centro de Letras do Paraná, Academia de Letras José de Alencar e participou em 1971 da instalação da Academia Feminina de Letras do Paraná tomando posse em 1972 sendo a fundadora da cadeira número 24. Recebeu inúmeras homenagens, tendo o seu nome eternizado na Escola Municipal Maria Nicolas (bairro Portão) e a rua Maria Nicolas (bairro Sítio Cercado) em Curitiba. Ao completar 80 anos recebeu homenagem de Curitiba através de seu prefeito, Jaime Lerner.
Colaborou em revistas e jornais, como Diário da Tarde, Folha de São José dos Pinhais, Voz do Paraná, O Dia e o Estadinho do Paraná. Foi bibliotecária da Assembléia Legislativa do Paraná e tem uma biblioteca em seu nome, organizada pela própria escritora, com aproximadamente 1.500 volumes. Participou de exposições coletivas e exposições individuais e recebeu vários prêmios e títulos, dentre eles: Professor do Ano, da Academia Paranaense de Letras e do Centro Feminino de Cultura; Medalha de Ouro - VII Jogos Florais de Curitiba; Título Vulto Emérito da Câmara Municipal de Curitiba; Título Vulto de Destaque na Literatura em 1977 e 1980, concedido pelo Rumo Paranaense. 
Foi mãe de três filhos.
Uma de suas trovas:
Trova
Humilde a violeta, leve
Sob as folhas refloresce.
Assim, trabalhar se deve
Sem o alarde que envaidece.

Obras individuais
Enternecer. [S.l.: s.n.], 1959. (crônicas e poesia)
Apenas... um livro de poesias. Curitiba: Edição da autora, 1975. (poesia)
Coração infantil 1ª parte/Viveiro infantil 2ª parte. Curitiba: Edição da autora, 1984. (poesia)
Amor que redime. [S.l.: s.n., s.d.]. (não identificado)
E as rosas morreram. [S.l.: s.n., s.d.]. (não identificado)
Tornamos a viver. [S.l.: s.n., s.d.]. (não identificado)
E as rosas morreram. [S.l.: s.n., s.d.]. (não identificado)
Obra coletiva
SANTOS, Pompília Lopes dos. Sesquicentenário da poesia paranaense. Curitiba: Lítero-Técnica, 1985. 
Não ficção
Porque me orgulho de minha gente. [S.l.]: França Cia, 1936. 
Ensino de verbos meus apontamentos. [S.l.]: Condor, 1946. 
Cem anos de vida parlamentar – deputados provinciais estaduais do Paraná. Curitiba: Edição da autora, 1954. 
Páginas escolhidas. [S.l.: s.n.], 1956. 
Vultos paranaenses. v. 3. Curitiba: Impressora paranaense, 1958. 
Almas das ruas – cidade de Paranaguá. v. 4. Curitiba: Edição da autora, 1964. 
Vultos paranaenses. v. 4. Curitiba: Impressora Paranaense, 1966. 
Almas das ruas – cidade de Curitiba. v. 1. Curitiba: Edição da autora, 1969. 
Sete artigos. Curitiba: São Jorge, 1971. 
Teatro infantil. Curitiba: Governo do Estado do Paraná, 1972. 
Impressões de viagem - excursão a Manaus. Amazonas: A. M. Cavalcanti & Cia, 1973. 
Páginas curitibanas. v. 1. Curitiba: Edição da autora, 1973. 
Pioneiras do Brasil Estado do Paraná. [S.l.: s.n.], 1977. 
130 anos da vida parlamentar paranaense 1854-1984. [S.l.: s.n.], 1984.
O Paraná na câmara dos deputados. [S.l.: s.n., s.d.].
1. ↑  «Dados biográficos». CEDOC-LAFEP. Consultado em 17 de março de 2025
2. ↑  «Bibliografia». CEDOC-LAFEP. Consultado em 17 de março de 2025
3. ↑  «Bibliografia». CEDOC-LAFEP. Consultado em 17 de março de 2025

Maria Nicolas: Além do Bê-A-Bá: A Trajetória de Uma Normalista Negra no Paraná
1. ↑  Schuindt, Silvana Mendes (2022). «Maria Nicolas : além do bê-a-bá : a trajetória profissional de uma normalista negra no Paraná (1906-1938)». Consultado em 17 de março de 2025